# トヨタ自動車東日本硬式野球部
トヨタ自動車東日本硬式野球部（トヨタじどうしゃひがしにほんこうしきやきゅうぶ）は、岩手県胆沢郡金ケ崎町に本拠地を置き、日本野球連盟に加盟する社会人野球の企業チームである。

## 概要
1975年、トヨタ自動車系列である関東自動車工業の静岡県裾野市にある東富士工場で『関東自動車工業硬式野球部』が創部。
1992年、創部17年目で日本選手権に初出場を果たす。
2002年からクラブチームに移行され、チーム名を『裾野ベースボールクラブ』と改称し再出発した。しかし、2005年春に再度休部となった。
2012年、震災復興と地域貢献を目的として10年ぶりの硬式野球部復活が決定され、岩手県胆沢郡金ケ崎町の岩手工場で同年3月から活動を開始し、4月25日付けで日本野球連盟へ『関東自動車工業硬式野球部』として新規登録された。復活に先立ち、同年3月30日付けで裾野ベースボールクラブは解散となった。
2012年7月、トヨタ自動車のグループ会社再編を受け、関東自動車工業はトヨタ自動車東北とセントラル自動車を吸収し新たにトヨタ自動車東日本と改称した。これを受け、8月にチーム名を『トヨタ自動車東日本硬式野球部』へと改称した。
2012年8月のJABA岩手県野球定期戦（兼第38回社会人野球日本選手権大会岩手県予選）で公式戦デビューを果たした。
2018年6月、都市対抗野球東北予選で日本製紙石巻を破り、第89回都市対抗野球大会に初出場を果たした。

## 主要大会の出場歴
裾野ベースボールクラブ（前身の関東自動車工業を含む）
- 都市対抗野球大会 - 出場なし
- 社会人野球日本選手権大会 - 出場1回
- 全日本クラブ野球選手権大会 - 出場なし

トヨタ自動車東日本
- 都市対抗野球大会 - 出場1回
- 社会人野球日本選手権大会 - 出場なし
- JABA新潟大会 - 優勝1回（2015年）

## 主な出身プロ野球選手
関東自動車工業
- 藤田浩雅（捕手） - 1982年ドラフト3位で阪急ブレーブスに入団

トヨタ自動車東日本
- 山口嵩之（投手） - 2013年ドラフト5位で埼玉西武ライオンズに入団
- 内山太嗣（捕手） - 退団後、BCリーグの栃木ゴールデンブレーブスを経て、2018年育成選手ドラフト1位で東京ヤクルトスワローズに入団

## 主な在籍選手・コーチ
- 大谷龍太（外野手） - 大谷翔平の実兄[5]。引退後はコーチ、監督を務める。